# 니혼기역
니혼기역(일본어: 二本木駅)은 일본 니가타현 조에쓰시에 있는 에치고토키메키 철도 및 일본화물철도 묘코 하네우마 라인의 철도역이다.

## 승강장
단선 승강장 1면 1선의 구조를 지닌 지상역이다.

## 화물역
일본 화물철도의 역은, 전용선 발착의 컨테이너 화물 · 전용선 발착 차급 화물의 취급역으로 되어 있다.
측선부터 분기해, 역 서쪽에 있는 닛폰 소다 니혼기 공장으로 이어지는 전용선이 있어, 컨테이너나 탱크 차에 의한 제품 · 원료수송이 실시되고 있지만, 2007년 3월 30일에 폐지되었다. 현재, 화물열차의 운행은 없다.
2006년 8월까지는, 탱크 컨테이너로 제품의 메티오닌을 혼마키후토 역으로, 원료의 아크롤레인을 오타케역이나 기타큐슈 화물 터미널 역부터 수송해, 탱크 차로 원료의 시안화 소다를 수송하고 있지만, 같은 공장으로의 메티오닌 제품이 종료되었기 때문에 모두 폐지되었다. 그 이후는, 가성 소다나 가성 칼리수송이 소규모로 실시되고 있다.

## 이용 현황
| 연도     | 이용 현황 |
| 2003년도 | 214       |
| 2004년도 | 214       |
| 2005년도 | 208       |
| 2006년도 | 195       |
| 2007년도 | 189       |
| 2008년도 | 165       |
| 2009년도 | 151       |
| -------- | --------- |

## 역 주변
- 조에쓰 시 나카고쿠 종합지소
- 묘코 선샤인 랜드

## 인접 정차역
| 에치고토키메키 철도 ■ 묘코 하네우마 라인 | 에치고토키메키 철도 ■ 묘코 하네우마 라인 | 에치고토키메키 철도 ■ 묘코 하네우마 라인 |
| ---------------------------------------- | ---------------------------------------- | ---------------------------------------- |
| 세키야마 묘코코겐 방면                   |                                          | 아라이 나오에쓰 방면                     |